# Saint-Sauveur-Lendelin
Saint-Sauveur-Lendelin ist eine Ortschaft und eine ehemalige französische Gemeinde mit 1.553 Einwohnern (Stand: 1. Januar 2022) im Département Manche in der Region Normandie. Sie gehörte zum Arrondissement Coutances sowie zum Kanton Agon-Coutainville. Die Einwohner werden Saint-Sauveurais genannt.
Mit Wirkung vom 1. Januar 2019 wurden die früher selbstständigen Gemeinden Saint-Sauveur-Lendelin, Ancteville, La Ronde-Haye, Le Mesnilbus, Saint-Aubin-du-Perron, Saint-Michel-de-la-Pierre und Vaudrimesnil zur Commune nouvelle Saint-Sauveur-Villages zusammengeschlossen und haben in der neuen Gemeinde den Status einer Commune déléguée. Der Verwaltungssitz befindet sich im Ort Saint-Sauveur-Lendelin.

## Geographie
Saint-Sauveur-Lendelin liegt auf der Halbinsel Cotentin, etwa zehn Kilometer nördlich von Coutances, am Fluss Taute. Umgeben wird Saint-Sauveur-Lendelin von den Gemeinden und Communes déléguées Vaudrimesnil im Norden, Saint-Aubin-du-Perron im Osten und Nordosten, Saint-Michel-de-la-Pierre im Osten, Montcuit im Osten und Südosten, Cambernon und Monthuchon im Süden, Ancteville im Südwesten sowie La Ronde-Haye im Westen.
Durch die Commune déléguée führt die frühere Route nationale 171 (heutige D971).

## Bevölkerungsentwicklung
| Jahr                       | 1962 | 1968 | 1975 | 1982 | 1990 | 1999 | 2006 | 2012 |
| Einwohner                  | 1409 | 1442 | 1390 | 1408 | 1336 | 1331 | 1611 | 1724 |
| Quellen: Cassini und INSEE |      |      |      |      |      |      |      |      |

## Sehenswürdigkeiten
- Kirche Saint-Laurent aus dem 14. Jahrhundert, Glockenturm ist Monument historique
- Herrenhaus Le Grand Taute aus dem 16. Jahrhundert, Monument historique
- Schloss Les Mares aus dem 18. Jahrhundert
- altes Friedhofskreuz aus dem Jahre 1571

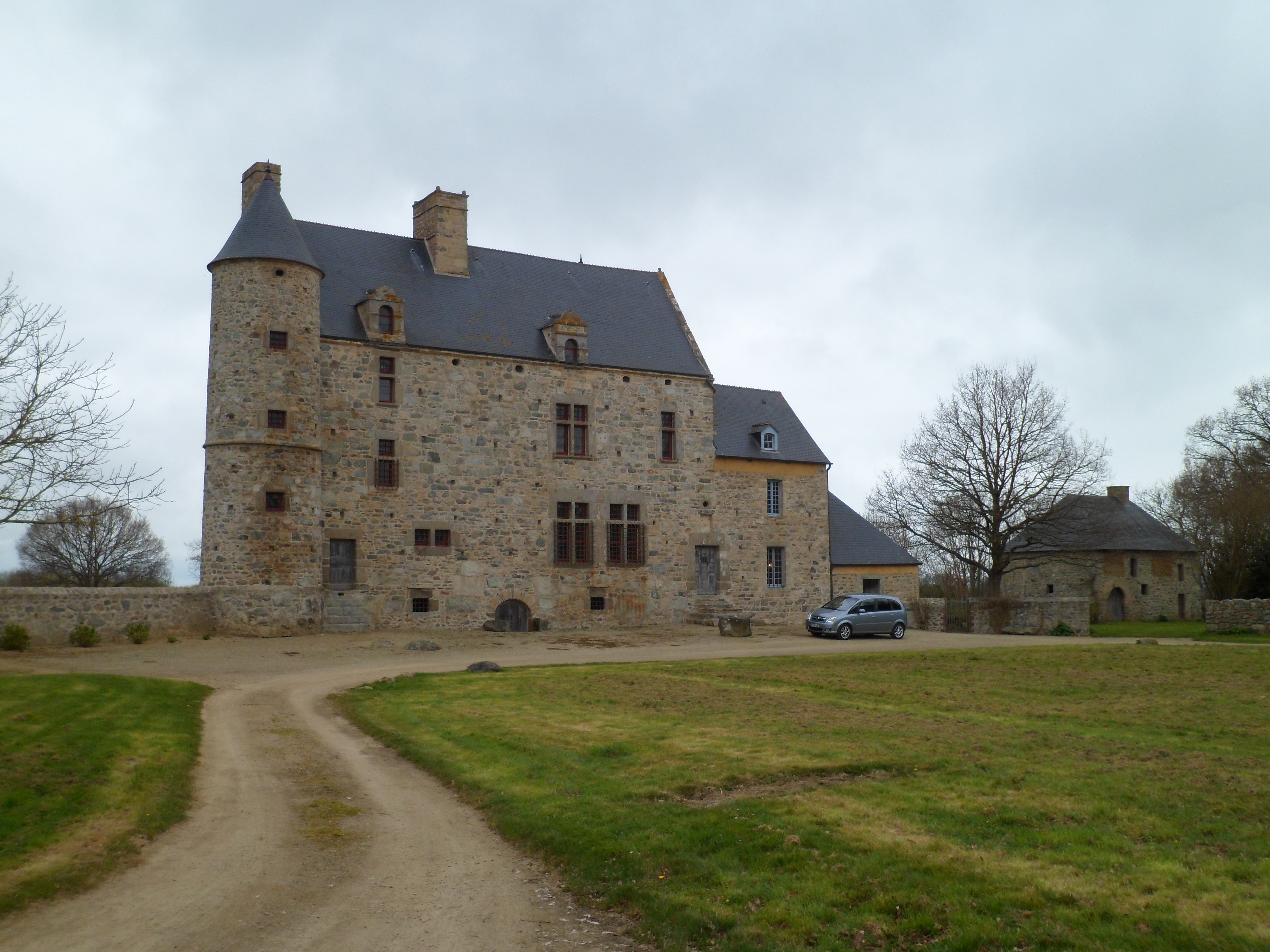
Herrenhaus Le Grand Taute

## Persönlichkeiten
- Charles-François Lebrun (1739–1824), Politiker und Schatzkanzler